# Килмейн, Чарльз
Чарльз Килмейн (Кильмейн, Шарль Кильмейн, Шарль Эдуар Дженнингс де Килмейн (фр. Charles Édouard Jennings de Kilmaine); имя при рождении: Чарльз Эдвард Дженнингс (англ. Charles Edward Jennings); (19 октября 1751, Дублин — 11 декабря 1799, Париж) — ирландский сторонник Французской революции, друг и единомышленник Уолфа Тона, дивизионный генерал французской службы (1793), один из ключевых подчинённых Наполеона Бонапарта в ходе Итальянской кампании (1796).

## Биография
Родился в Дублине в 1751 году в семье врача Теобальда Дженнингса, женатого на зажиточной дворянке Элеоноре Сол. В 1761 году, в десятилетнем возрасте, вместе с родителями впервые посетил Францию. Килмейн рос пламенным ирландским патриотом, противником англичан и англиканства, но, в то же время, тяготился излишним влиянием католической церкви, в те времена имевшей большой вес в Ирландии. В 1765 году, в возрасте 14 лет, поступил прапорщиком в армию католической Австрии. В 1775 году, после смерти отца, на некоторое время вернулся в Дублин, чтобы вступить в права наследования. После этого выехал во Францию, где поступил офицером уже во французскую королевскую армию, причём не в ирландский, а в обычный французский полк.

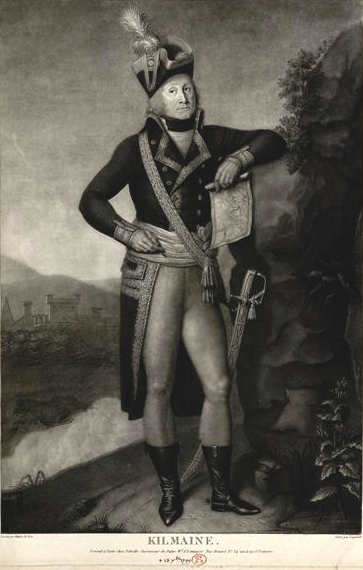
Генерал Килмейн на гравюре Пьера Кокере

В 1778—79 годах в составе войск генерала Армана Луи де Гонто-Бирона участвовал в завоевании Сенегала. В 1780—1783 году участвовал в Войне за независимость США на стороне США в составе французского королевского экспедиционного корпуса графа де Рошамбо.
По возвращении во Францию сперва служил в штабе генерала Гонто-Бирона, а затем (в 1786 году) стал командиром гусарского полка.
Поддержал французскую революцию. В составе армии генерала Дюмурье сражался при Вальми (20 сентября 1792). В дальнейшем прославился своим участием в сражении при Жемаппе (6 ноября 1792), где заслужил прозвище «Храбрый Кильмейн». Бригадный генерал (1793), позднее в том же году — дивизионный генерал. Летом 1793 года недолгое время командовал  Северной и Арденнской армиями. 
Во время якобинского террора некоторое время сидел в тюрьме, но избежал казни в связи с падением Робеспьера. В 1795 году был восстановлен в армии. Сражался в Италии, где был одним из ключевых подчинённых генерала Бонапарта при Лоди (10 мая 1796), при Кастильоне (5 августа 1796) и при Роверето (4 сентября); во главе двух дивизий фактически руководил осадой Мантуи, где перед ним капитулировал австрийский фельдмаршал Вурмзер и его 16 000 солдат. Затем Килмейн участвовал в подавлении пасхального восстания в Вероне в 1797 году. В дальнейшем сменил генерала Бонапарта на посту командующего французской армией Италии. 
В 1798 году сменил генерала Дезе на посту командующего французской армией Англии. Руководил попыткой организовать масштабную французскую экспедицию в Ирландию, с целью освободить её от власти англичан, которая закончилась неудачей. 
Несмотря на слабое здоровье, за свою жизнь Килмейн принял участие в 46 сражениях.
Скончался в 1799 году в Париже.